# Esperite
La esperite è un minerale.